# Juvenile
Pour les articles homonymes, voir juvénile.
Juvenile, de son vrai nom Terius Gray, né le 26 mars 1975 à La Nouvelle-Orléans en Louisiane, est un rappeur, parolier et acteur américain. Il est également membre du groupe de hip-hop Hot Boys. À 19 ans, il se lance dans le rap avec la publication de son premier album Being Myself en 1995. Il se popularise grâce au single Back That Thang Up publié en 1999.
En 2003, il revient au label Cash Money pour publier Juve the Great, qui contient le single à succès Slow Motion. Après la publication de cet album, il quitte de nouveau Cash Money, et signe avec Atlantic Records en 2006. Il publie Reality Check sous ce label. Il publie son huitième album, intitulé Cocky and Confident, le 1er décembre 2009, puis son neuvième album, Beast Mode le 6 juillet 2010.

## Biographie

### Débuts
Juvenile est né le 26 mars 1975 à La Nouvelle-Orléans en Louisiane et se lance dans le rap au début des années 1990. L'un de ses premiers enregistrements s'intitule It's Jimi de DJ Jimi datant de 1991. La chanson Bounce (for the Juvenile) est un succès et aide à populariser la « bounce music », un nouveau genre hip-hop originaire de La Nouvelle-Orléans.
Le premier album de Juvenile, Being Myself, est publié le 7 février 1995 après sa signature au label Warlock Records. L'album ne parvient pas à atteindre les classements nationaux et à populariser Juvenile. Juvenile signe plus tard avec les dirigeants du label Cash Money Records, Ronald « Suga Slim » Williams et Brian « Baby » Williams. Au label, le 13 mai 1997, Juvenile publie son deuxième album, « Solja Rags ». L'album se popularise et atteint les Billboard Hot R&B/Hip-Hop Songs,. Il s'agit de la première fois qu'il collabore avec le producteur de Cash Money  Mannie Fresh. Toujours en 1997, Juvenile se joint au groupe de hip-hop Hot Boys aux côtés des rappeurs B.G., Turk, et Lil Wayne ; ensemble, ils publient leur premier album, Get It How U Live! le 28 octobre 1997,, qui atteindra les classements musicaux.

### 400 Degreez(1998–2002)
Le troisième album de Juvenile, 400 Degreez, est publié le 9 juin 1998. L'album est un véritable succès dans la scène hip-hop grâce notamment à la promotion effectuées par le label Cash Money, aidé à la distribution par Universal Records. Les singles Ha et Back That Azz Up font également partie du succès, et atteignent le Billboard Hot 100 et les Hot R&B/Hip-Hop Songs. Lancé par ces deux singles, 400 Degreez est certifié quadruple disque de platine par la RIAA. Cependant, une polémique entoure la chanson Back That Azz Up, qui semblerait ressembler à la chanson homonyme de DJ Jubilee. En janvier 2005, l'United States Court of Appeals for the Fifth Circuit de La Nouvelle-Orléans rejette l'affaire.
En 1998, après la sortie de 400 Degreez, une version remixée du premier album de Juvenile, Being Myself, et une réédition de son deuxième album, Solja Rags, sont publiées. La version remixée de Being Myself atteint la 137e place du Billboard 200. En parallèle, le deuxième album des Hot Boys, Guerrilla Warfare est publié le 27 juillet 1999, et certifié disque de platine par la RIAA. Juvenile publie ensuite deux nouveaux albums solo chez Cash Money : Tha G-Code le 7 décembre 1999, et Project English le 30 janvier 2001 (classé 2e du Billboard 200 et certifié disque d'or). Ces albums, bien que populaires, n'atteindront pas le succès de 400 Degreez. Le label UTP Records annoncera plus tard une suite de l'album, intitulée 600 Degreez mais qui ne sera jamais publié.

### Juve the Greatet UTP (2003–2004)
Le manager de Juvenile, Aubrey Francis, et Baby de Cash Money se rencontrent et s'allient pour la publication d'un nouvel album. Juvenile revient au label Cash Money Records en 2003, avec son album Juve the Great le 23 décembre. Juve the Great est certifié disque de platine et atteint la 28e place du Billboard 200 ; il contient le single à succès Slow Motion en featuring avec Soulja Slim. Il s'agit du premier single classé numéro un de Juvenile et Slim avant que Slim ne décède en novembre 2003. Le dernier album des Hot Boys, Let 'Em Burn est publié en 2003.
En 2005, Juvenile signe au label Atlantic Records et avec UTP Records. UTP Records est un label lancé par Juve, son manager Aubrey « Pied Piper » Francis, et son frère aîné Corey. Le groupe appelé UTP (Juve, Skip, et Wacko) publie la chanson Nolia Clap, produite par Juve et le producteur XL Robertson. Juvenile chante également Booty Language qui fera partie de la bande-son du film Hustle and Flow. Le domicile de Juvenile situé à Slidell, en Louisiane, est frappé par l'ouragan Katrina. Juvenile, Master P et d'autres rappeurs parviennent à récolter des fonds et à ravitailler les victimes de l'ouragan. Il emménage à Atlanta peu après l'ouragan en 2005. Au printemps 2006, il revient à La Nouvelle-Orléans.

### Reality Check(2006)
Reality Check, l'album de Juvenile publié en 2006, débute premier du Billboard 200 et certifié disque d'or. La production de l'album débute en mai 2005, une majeure partie ayant été enregistré dans une chambre d'hôtel d'Holiday Inn à La Nouvelle-Orléans. Son premier single s'intitule Animal, suivi de Rodeo, Get Ya Hustle On produit par Donald XL Robertson, What's Happenin' produit par Terrence « Sinista » Freeman, et Way I Be Leanin' en featuring avec Mike Jones, Paul Wall, Skip, et Wacko. Une partie de l'album est enregistrée aux côtés de l'ingénieur-son Stewart Cararas dans son studio Paradigm Park Studios à La Nouvelle-Orléans. Le studio a, lui aussi, été frappé par l'ouragan Katrina. Stewart vit désormais à Los Angeles. En signant chez Atlantic, Juvenile critique son ancien label Cash Money pour lui avoir restreint sa créativité et sa rancœur vis-à-vis de l'ouragan. Shaheem Reid note la chanson Get Ya Hustle On comme une critique envers Ray Nagin et l'administration George W. Bush après le passage de l'ouragan.

### Cocky and ConfidentetRejuvenation(depuis 2009)
Cocky and Confident est publié en décembre 2009.
Juvenile publie son dixième album Rejuvenation le 19 juin 2012, distribué par Rap-a-Lot Records. Le premier single de l'album s'intitule Power en featuring avec Rick Ross. Juvenile collabore avec Lil Wayne, DJ Khaled, et Drake sur l'album. Le 28 octobre 2014, Juvenile annonce et confirme son retour chez Cash Money

## Discographie

### Albums studio
- 1995 : Being Myself
- 1997 : Solja Rags
- 1998 : 400 Degreez
- 1999 : Tha G-Code
- 2001 : Project English
- 2003 : Juve the Great
- 2004 : The Greatest Hits
- 2006 : Reality Check
- 2007 : Diary of a Soulja
- 2009 : Cocky and Confident
- 2010 : Beast Mode
- 2012 : Rejuvenation

### Compilations
- 2000 : Playaz of Da Game
- 2004 : The Greatest Hits
- 2005 : Raw

### Remix
- 1999 : Being Myself

### DVD
- 2002 : Live from St Louis
- 2002 : Uncovered
- 2005 : Street Heat: Live

### Singles
| Année | Chanson                                                           | U.S. Hot 100 | U.S. R&B | U.S. Rap | Album                    |
| ----- | ----------------------------------------------------------------- | ------------ | -------- | -------- | ------------------------ |
| 1999  | Back That Azz Up (featuring Lil' Wayne et Mannie Fresh)           | 18           | 5        | 4        | 400 Degreez              |
| 1999  | Ha                                                                | 68           | -        | -        | 400 Degreez              |
| 1999  | Follow Me Now                                                     | -            | 63       | -        | 400 Degreez              |
| 2000  | U Understand                                                      | 83           | 27       | -        | Tha G-Code               |
| 2000  | I Got That Fire (featuring Mannie Fresh)                          | -            | 62       | -        | Tha G-Code               |
| 2001  | Set It Off                                                        | 65           | 19       | -        | Project English          |
| 2002  | Momma Got Ass                                                     | 65           | 27       | -        | Project English          |
| 2004  | Slow Motion (featuring Soulja Slim)                               | 1            | 2        | 1        | Juve the Great           |
| 2004  | Nolia Clap (avec Skip et Wacko)                                   | 31           | 9        | -        | The Beginning of the End |
| 2004  | In My Life (featuring Mannie Fresh)                               | 46           | 18       | -        | Juve the Great           |
| 2004  | Bounce Back (featuring Baby)                                      | -            | 85       | -        | Juve the Great           |
| 2006  | Rodeo                                                             | 41           | 12       | -        | Reality Check            |
| 2006  | What's Happenin'                                                  | -            | 56       | -        | Reality Check            |
| 2006  | Get Ya Hustle On                                                  | -            | 91       | -        | Reality Check            |
| 2006  | Way I Be Leanin' (featuring Mike Jones, Paul Wall, Skip et Wacko) | -            | 75       | -        | Reality Check            |

### Apparitions
| Année                  | Chanson                         | Artiste(s)                             | Album                                 |
| ---------------------- | ------------------------------- | -------------------------------------- | ------------------------------------- |
| 1996                   | Retaliation                     | B.G.                                   | Chopper City                          |
| 1997                   | Round My Way                    | B.G.                                   | It's All on U, Vol. 1                 |
| 1998                   | Cutlass, Monte Carlo's & Regals | Big Tymers                             | How You Luv That                      |
| 1998                   | Try'n 2 Make a Million          | Big Tymers                             | How You Luv That                      |
| 1999                   | Knockout                        | B.G.                                   | Chopper City in the Ghetto            |
| 1999                   | Niggaz in Trouble               | B.G.                                   | Chopper City in the Ghetto            |
| 1999                   | Snoopy Track                    | Jay-Z                                  | Vol. 3... Life and Times of S. Carter |
| 1999                   | It's Like That                  | Cha Cha                                | Dear Diary                            |
| 1999                   | Hypnotize Cash Money            | Tear Da Club Up Thugs                  | CrazyNDaLazDayz                       |
| 1999                   | Ride (Down South)               | Foxy Brown                             | Chyna Doll                            |
| 1999                   | I Ain't the One                 | Profyle                                | Whispers in the Dark                  |
| 1999                   | Play That Shit                  | Noreaga                                | Melvin Flynt – Da Hustler             |
| 1999                   | Flaw Boyz                       | Jim Crow                               | Crow's Nest                           |
| 1999                   | Ballers (Cash Money Remix)      | Project Pat                            | Ghetty Green                          |
| 2000                   | Hit U Up                        | Lil Wayne                              | Lights Out                            |
| 2000                   | Shine                           | Lil Wayne                              | Lights Out                            |
| 2000                   | Hey Ya                          | Strings                                | The Black Widow                       |
| 2000                   | Get In Line                     | B.G.                                   | Checkmate                             |
| 2000                   | #1 Stunna                       | Big Tymers                             | I Got That Work                       |
| 2000                   | My Life                         | Big Tymers                             | I Got That Work                       |
| 2000                   | We Ain't Stoppin                | Big Tymers                             | I Got That Work                       |
| 2000                   | Hard Life                       | Big Tymers                             | I Got That Work                       |
| 2000                   | We Hustle                       | Big Tymers                             | I Got That Work                       |
| 2000                   | Rocky                           | Big Tymers                             | I Got That Work                       |
| 2001                   | Put Yo Sets Up                  | Redd Eyezz                             | Eyezz of the Storm                    |
| 2001                   | Bounce It                       | JD                                     | Puttin-N-Wurk                         |
| 2001                   | Holla at My Thugs               | Usual Suspects                         | Reality World                         |
| 2002                   |                                 |                                        |                                       |
| I Can Do Dat (Remix)   | Lil' Flip                       | Undaground Legend                      |                                       |
| What You Doin' Wat Dat | Naam Brigade                    | Early In The Game                      |                                       |
| Bling Bling            | Various Artists                 | All About the Benjamins                |                                       |
| 2003                   | Back Up                         | Big Tymers                             | Big Money Heavyweight                 |
| 2003                   | When Its Hot                    | JT the Bigga Figga                     | Project Poetry                        |
| 2004                   | Nice Change                     | Pastor Troy                            | By Any Means Necessary                |
| 2004                   | Pop Off                         | San Quinn                              | I Give You My Word                    |
| 2004                   | Boom                            | Mario                                  | Turning Point                         |
| 2004                   | Point 'Em Out                   | I-20                                   | Self Explanatory                      |
| 2004                   | Don't Start It                  | Body Head Bangerz                      | Body Head Bangerz: Volume One         |
| 2004                   | Salt Shaker [Remix]             | Ying Yang Twins                        | My Brother & Me                       |
| 2005                   | Watcha Gonna Do?                | Brian McKnight                         | Gemini                                |
| 2005                   | Who Need a B                    | Bun B                                  | Trill                                 |
| 2005                   | Out Here                        | Twista                                 | The Day After                         |
| 2005                   | Ceo Stacks                      | JT the Bigga Figga]                    | Neighborhood Supastarz                |
| 2005                   | Gotta Get It                    | JT the Bigga Figga]                    | Neighborhood Supastarz                |
| 2005                   | Dangerous Minds                 | JT the Bigga Figga]                    | Neighborhood Supastarz                |
| 2005                   | Gotta Make It (Remix)           | Trey Songz                             | I Gotta Make It                       |
| 2006                   | Pimp Hard                       | Scarface                               | My Homies Part 2                      |
| 2006                   | Crunk in the Club               | Eurika                                 |                                       |
| 2007                   | From the Corner to the Block    | Galactic                               | From the Corner to the Block          |
| 2007                   | All Night (Excuse Me)           | Ali & Gipp                             | Kinfolk                               |
| 2007                   | Gotta Get It                    | Young Buck                             | They Don't Bother Me                  |
| 2007                   | Dangerous Minds                 | Young Buck, JT the Bigga Figga et Skip | They Don't Bother Me                  |
| 2007                   | Pimpin' Don't Fail Me Now       | 8Ball & MJG                            | Ridin High                            |
| 2008                   | Independent                     | El Demonio                             | Born Again                            |
| 2008                   | Pop It 4 Pimp                   | Bun B                                  | II Trill                              |
| 2009                   | That'll Work                    | The Alchemist                          | Chemical Warfare                      |
| 2009                   | Gotta Get It                    | DJ Drama                               | Gangsta Grillz: The Album (Vol. II)   |
| 2009                   | Bricks                          | D Boyz                                 | Life Of A D-Boy                       |
| 2009                   | Got 2 Have It                   | D Boyz                                 | Life Of A D-Boy                       |
| 2011                   | Hustla                          | WC                                     | Revenge of the Barracuda              |